# Tetramorium argenteopilosum
Tetramorium argenteopilosum är en myrart som beskrevs av Arnold 1926. Tetramorium argenteopilosum ingår i släktet Tetramorium och familjen myror. Inga underarter finns listade i Catalogue of Life.